# Liste der Baudenkmäler in Meeder
Auf dieser Seite sind die Baudenkmäler in der oberfränkischen Gemeinde Meeder zusammengestellt. Diese Tabelle ist eine Teilliste der Liste der Baudenkmäler in Bayern. Grundlage ist die Bayerische Denkmalliste, die auf Basis des Bayerischen Denkmalschutzgesetzes vom 1. Oktober 1973 erstmals erstellt wurde und seither durch das Bayerische Landesamt für Denkmalpflege geführt wird. Die folgenden Angaben ersetzen nicht die rechtsverbindliche Auskunft der Denkmalschutzbehörde.

## Baudenkmäler nach Gemeindeteilen

### Ahlstadt
| Lage                     | Objekt                                        | Beschreibung                                                                     | Akten-Nr.     | Bild           |
| ------------------------ | --------------------------------------------- | -------------------------------------------------------------------------------- | ------------- | -------------- |
| Weißengasse 2 (Standort) | Evangelisch-lutherische Kirche St. Bonifatius | Chorturm des 16. Jahrhunderts, neuromanisches Langhaus, 1845/46; mit Ausstattung | D-4-73-144-15 | weitere Bilder |

### Beuerfeld
| Lage                  | Objekt                               | Beschreibung | Akten-Nr.     | Bild           |
| --------------------- | ------------------------------------ | --- | ------------- | -------------- |
| Kirchweg 2 (Standort) | Evangelisch-lutherische Filialkirche | Saalbau, 18. Jahrhundert (bezeichnet „1783“) und 1848, Dachreiter; mit Ausstattung                                                                                                  | D-4-73-144-16 | weitere Bilder |
| Kirchweg 8 (Standort) | Bauernhaus                           | Eingeschossiges Bauernhaus mit Laube und Mansardwalmdach, Verschieferung, massiver Sockel bezeichnet „1821“; Scheune mit Satteldach bezeichnet „1845“; Stall mit Satteldach, Ziegel | D-4-73-144-18 | Bauernhaus     |

### Birkenmoor
| Lage                                   | Objekt               | Beschreibung                                                                           | Akten-Nr.     | Bild                 |
| -------------------------------------- | -------------------- | -------------------------------------------------------------------------------------- | ------------- | -------------------- |
| Birkenmoor 2 (Standort)                | Ehemaliges Rittergut | Eingeschossiges Wohnhaus, Jugendstil, Ziegel und Sandstein, von August Berger, 1905/10 | D-4-73-144-19 | Ehemaliges Rittergut |
| Birkenmoor 6; Langer Sattel (Standort) | Schafstadel          | Schafstall, Holzkonstruktion mit flach geneigtem Pyramiddach, zwischen Bäumen, um 1920 | D-4-73-144-40 | Schafstadel          |
| Birkenmoor 6; Langer Sattel (Standort) | Windrad              | Windrad auf Gittermast mit Wasserpumpe, um 1920                                        | D-4-73-144-39 | Windrad              |

### Drossenhausen
| Lage                     | Objekt     | Beschreibung | Akten-Nr.     | Bild       |
| ------------------------ | ---------- | --- | ------------- | ---------- |
| Am Brunnen 3 (Standort)  | Bauernhaus | Zweigeschossiges Bauernhaus mit Satteldach, Fachwerk, Borlaube, bezeichnet „1869“ | D-4-73-144-22 | Bauernhaus |
| Am Brunnen 11 (Standort) | Bauernhaus | Zweigeschossiges Bauernhaus mit Satteldach und Mansarddach, Fachwerk, Verschieferung in deutscher Schablone mit Resten von Bemalung, zweigeschossige Borlaube, erste Hälfte 19. Jahrhundert | D-4-73-144-20 | Bauernhaus |
| Dorfstraße 7 (Standort)  | Bauernhaus | Zweigeschossiges Bauernhaus mit Satteldach, Fachwerk, Verschieferung in deutscher Schablone, Borlaube, erste Hälfte 19. Jahrhundert                                                         | D-4-73-144-21 | Bauernhaus |

### Großwalbur
| Lage                                                | Objekt                                         | Beschreibung | Akten-Nr.     | Bild           |
| --------------------------------------------------- | ---------------------------------------------- | --- | ------------- | -------------- |
| Badergasse 6 (Standort)                             | Bauernhaus                                     | Zweigeschossiger, traufseitiger Fachwerkbau mit Wageneinfahrt, zweite Hälfte 18. Jahrhundert                                                                                      | D-4-73-144-43 | Bauernhaus     |
| Großwalburer Dorfstraße 12; Pfarrgasse 2 (Standort) | Evangelisch-lutherische Pfarrkirche St. Oswald | Im Kern romanisch, gotischer Chor von 1477–1505, Langhaus von 1748; mit Ausstattung (siehe: Kanzel (Großwalbur)); Kirchhof mit Kirchhofummauerung, zum Teil abgetragen            | D-4-73-144-23 | weitere Bilder |
| Obere Dorfstraße 4 (Standort)                       | Kleinhaus                                      | Bauernhaus mit Satteldach, Fachwerk, mittleres 19. Jahrhundert; zugehörig Keller, am Zugang bezeichnet „1846“, im Kern wohl älter; über dem Keller Kegelbahn, wohl ebenfalls 1846 | D-4-73-144-26 | Kleinhaus      |
| Pfarrgasse 14 (Standort)                            | Bauernhaus                                     | Zweigeschossiger Satteldachbau, Fachwerk mit Schiebeläden, erdgeschossige Laube erneuert, modern bezeichnet „1670“                                                                | D-4-73-144-24 | Bauernhaus     |
| Riedweg 4 (Standort)                                | Bauernhaus                                     | Zweigeschossiges Wohnstallhaus mit Satteldach, Fachwerk mit erdgeschossiger Laube, Mitte 17. Jahrhundert, Aufstockung vor 1700                                                    | D-4-73-144-25 | Bauernhaus     |

### Herbartsdorf
| Lage                      | Objekt       | Beschreibung | Akten-Nr.     | Bild         |
| ------------------------- | ------------ | --- | ------------- | ------------ |
| Herbartsdorf 3 (Standort) | Fachwerkhaus | Eingeschossiges Fachwerkhaus mit Satteldach und Laube auf massivem Kellergeschoss, bezeichnet „1667“, Fachwerk giebelseitig im 19. Jahrhundert erneuert | D-4-73-144-27 | Fachwerkhaus |
| Herbartsdorf 7 (Standort) | Fachwerkhaus | Zweigeschossiges Fachwerkhaus mit Satteldach, verbrettert, erste Hälfte 19. Jahrhundert                                                                 | D-4-73-144-28 | Fachwerkhaus |

### Kleinwalbur
| Lage             | Objekt  | Beschreibung | Akten-Nr.     | Bild    |
| ---------------- | ------- | --- | ------------- | ------- |
| Gut 1 (Standort) | Gutshof | Zweigeschossiges Wohnstallgebäude mit englisch beeinflusstem Fachwerkobergeschoss, villenartiger Wohnteil mit Eckturm, bezeichnet „1910“; Nebengebäude mit Satteldach, Ziegel mit Sandsteingliederungen und Fachwerk, bezeichnet „1885“ | D-4-73-144-44 | Gutshof |

### Meeder
| Lage                                                 | Objekt                                             | Beschreibung | Akten-Nr.     | Bild                        |
| ---------------------------------------------------- | -------------------------------------------------- | --- | ------------- | --------------------------- |
| Bahnhofstraße 7 (Standort)                           | Unteres oder Sternbergschloss                      | Ehemalige Wasserburg, Zweiflügelbau mit Treppenturm, Spätrenaissancebau mit reichem Fachwerk, Kern Ende 16. Jahrhundert, erweitert Anfang 17. Jahrhundert | D-4-73-144-1  | weitere Bilder              |
| Johann-Nicolaus-Forkel-Straße 4 (Standort)           | Gedenktafel                                        | Johann Nicolaus Forkel, bezeichnet „1929“ | D-4-73-144-2  | Gedenktafel                 |
| Johann-Nicolaus-Forkel-Straße 12 (Standort)          | Bauernhaus                                         | Zweigeschossiges Fachwerkhaus mit Satteldach, Verschieferung, Anfang 19. Jahrhundert | D-4-73-144-3  | Bauernhaus                  |
| Kleinwalburer Straße 6 (Standort)                    | Gretenhaus, jetzt Sparkasse                        | Traufseitiger zweigeschossiger Fachwerkbau mit Satteldach und Hofdurchfahrt, Giebel verschiefert, bezeichnet „1724“ | D-4-73-144-4  | Gretenhaus, jetzt Sparkasse |
| Kleinwalburer Straße 7 (Standort)                    | Wohnhaus                                           | Traufseitiges zweigeschossiges Fachwerkhaus mit Satteldach und Hofdurchfahrt, Verschieferung, Anfang 19. Jahrhundert | D-4-73-144-5  | Wohnhaus                    |
| Marktplatz 1 (Standort)                              | Gasthaus zum Schwan, ehemaliges Rathaus            | Zweigeschossiger Schopfwalmdachbau mit Dachreiter, Fachwerkobergeschoss, 1679 und später; Wirtshausschild von 1649 | D-4-73-144-6  | weitere Bilder              |
| Ottowinder Straße 2 (Standort)                       | Bauernhaus                                         | Zweigeschossig mit Krüppelwalmdach, Fachwerk, Verschieferung, 19. Jahrhundert | D-4-73-144-7  | Bauernhaus                  |
| Ottowinder Straße 5 (Standort)                       | Kaplanshaus                                        | Zweigeschossiges verputztes Fachwerkgebäude mit Walmdach und Hochlaube, Sockelgeschoss massiv, 17./18. Jahrhundert, Keller wohl noch spätmittelalterlich, Erneuerungen um 1905                                                                                                | D-4-73-144-8  | Kaplanshaus                 |
| Berg, im Norden des Ortes auf freiem Feld (Standort) | Schafstall                                         | Walmdachbau in Fachwerkkonstruktion, um 1700 | D-4-73-144-14 | weitere Bilder              |
| Schloßhof 1; Schulstraße 2 (Standort)                | Evangelisch-lutherische Pfarrkirche St. Laurentius | Laurentiuskirche, Ostteil mit Turmpaar mittelalterlich, Chor spätes 15. Jahrhundert, Langhaus von 1723 von Georg Andreas und Johann Georg Brückner; mit Ausstattung; ringsum ehemalige Kirchhofbefestigung mit Resten der Gaden und sogenanntem altem Vorratshaus, um 1770/80 | D-4-73-144-9  | weitere Bilder              |
| Schloßhof 2 (Standort)                               | Pfarrhaus                                          | Zweigeschossiger Fachwerkbau mit Walmdach, 18. Jahrhundert | D-4-73-144-10 | Pfarrhaus                   |
| Schloßhof 6 (Standort)                               | Oberes Schloss                                     | Zweigeschossiger abgewalmter Satteldachbau, massives Erdgeschoss mit genuteten Ecklisenen und geohrten Fensterrahmungen, Fachwerkobergeschoss, verschiefert, äußere Erscheinung, 18./19. Jahrhundert                                                                          | D-4-73-144-11 | Oberes Schloss              |
| Schulstraße 2 (Standort)                             | Ehemaliges Schulhaus                               | Zweigeschossiger Satteldachbau, Verschieferung, bezeichnet „1877“; 1877 bis 1952 gemeindliche Schule, seit 1953 Gemeindehaus der evangelisch-lutherischen Kirchengemeinde | D-4-73-144-12 | Ehemaliges Schulhaus        |
| Schulstraße 8 (Standort)                             | Ehemaliges Bauernhaus                              | Zweigeschossiger Satteldachbau mit Hochlaube, Fachwerk, 18./19. Jahrhundert | D-4-73-144-13 | Ehemaliges Bauernhaus       |

### Mirsdorf
| Lage                              | Objekt      | Beschreibung                                                                                         | Akten-Nr.     | Bild        |
| --------------------------------- | ----------- | --- | ------------- | ----------- |
| Tremersdorfer Straße 7 (Standort) | Brunnen     | Gusseisernes Brunnenbecken mit zwei Sphingen als Dekor, bezeichnet „Gemeinde Mirsdorf 1893“          | D-4-73-144-30 | Brunnen     |
| Schmiedeweg 1 (Standort)          | Brunnenhaus | Rundes Brunnenhäuschen mit verschiefertem Kuppeldach, im Kern um 1800, Wetterfahne bezeichnet „1922“ | D-4-73-144-29 | Brunnenhaus |

### Moggenbrunn
| Lage                 | Objekt                   | Beschreibung | Akten-Nr.     | Bild                     |
| -------------------- | ------------------------ | --- | ------------- | ------------------------ |
| Schloss 1 (Standort) | Ehemaliges Wasserschloss | Dreigeschossiger Block mit Walmdach, teilweise Diamantquaderung, Fachwerkobergeschosse, Verschieferung, im Kern 16. Jahrhundert, 1722/25 erneuert; zugehörig Stallgebäude mit Satteldach und Giebelreiter, 19. Jahrhundert | D-4-73-144-31 | Ehemaliges Wasserschloss |

### Neida
| Lage                             | Objekt     | Beschreibung | Akten-Nr.     | Bild       |
| -------------------------------- | ---------- | --- | ------------- | ---------- |
| Wiesenfelder Straße 3 (Standort) | Bauernhaus | Zweigeschossiges Satteldachhaus, Verschieferung in deutscher Schablone mit Bemalung, erste Hälfte 19. Jahrhundert | D-4-73-144-34 | Bauernhaus |
| Wiesenfelder Straße 4 (Standort) | Bauernhaus | Zweigeschossiges Satteldachhaus, Verschieferung in deutscher Schablone mit Spuren von Bemalung, bezeichnet „1841“ | D-4-73-144-33 | Bauernhaus |

### Ottowind
| Lage                     | Objekt                               | Beschreibung | Akten-Nr.     | Bild           |
| ------------------------ | ------------------------------------ | --- | ------------- | -------------- |
| Heldengasse 4 (Standort) | Evangelisch-lutherische Filialkirche | Spätgotischer Chorturm im Kern mittelalterlich, Obergeschosse und Schweifkuppel von 1753, Langhaus bezeichnet „1767“; mit Ausstattung; Kirchhofmauer, Rest eines Grabsteins des 18. Jahrhunderts | D-4-73-144-35 | weitere Bilder |

### Wiesenfeld bei Coburg
| Lage                           | Objekt                              | Beschreibung | Akten-Nr.     | Bild                 |
| ------------------------------ | ----------------------------------- | --- | ------------- | -------------------- |
| Hauptstraße 22 (Standort)      | Pfarrhaus                           | Zweigeschossiger Fachwerkbau, Walmdach, um 1800 | D-4-73-144-36 | Pfarrhaus            |
| Lindenstraße 1 (Standort)      | Evangelisch-lutherische Pfarrkirche | Neugotischer Backsteinbau, 1897–1900, bezeichnet „1898“; mit Ausstattung | D-4-73-144-37 | weitere Bilder       |
| Lindenstraße 16 (Standort)     | Ehemaliges Rittergut                | Zweigeschossige Walmdachbauten, Fachwerk, von Torbogen verbunden, bezeichnet „1734“; mit Ausstattung | D-4-73-144-38 | Ehemaliges Rittergut |
| Rodacher Straße 11 (Standort)  | Fachwerkhaus                        | Zweigeschossig, verschiefert, mit Halbwalmdach, Mitte 19. Jahrhundert über Kern des 17. Jahrhunderts | D-4-73-144-41 | Fachwerkhaus         |
| Sulzdorfer Straße 8 (Standort) | Empfangsgebäude                     | Bahnhof, Stationsgebäude der Werra-Eisenbahngesellschaft Meiningen an der Strecke von Coburg nach Rodach, zweigeschossiger verschieferter Fachwerkbau mit vorkragendem Obergeschoss, Sattel- und Querdach über Schwebegebinden, 1892 | D-4-73-144-47 | weitere Bilder       |

## Ehemalige Baudenkmäler
| Lage                       | Objekt       | Beschreibung                                                               | Akten-Nr.     | Bild           |
| -------------------------- | ------------ | -------------------------------------------------------------------------- | ------------- | -------------- |
| Neida Turmweg 2 (Standort) | Gemeindehaus | Verschiefert mit Dachreiter, 18./19. Jahrhundert; mit Ausstattung (Glocke) | D-4-73-144-32 | weitere Bilder |